# 용인축구센터
용인축구센터(龍仁蹴球센터, Yongin Football Center)는 대한민국 경기도 용인시에 있는 스포츠 시설이다. 2002년 1월 16일 기공식이 진행되었고 2003년 4월 25일에 준공식을 하였다. 축구장 5면(천연잔디 2면, 인조잔디 3면)과 미니 축구장 1면, 기숙사와 축구 전시관을 갖추고 있다.
SK하이닉스가 입주할 용인반도체클러스터에 부지가 포함되어 시설 부지를 매각하고 유소년 축구 선수 교육 기능은 용인시청소년수련원 시설 일대로 이전되었다.

## 참고 문헌
- 〈용인축구센터〉. 《한국향토문화전자대전》. 한국학중앙연구원. 2020년 10월 1일에 원본 문서에서 보존된 문서. 2019년 10월 3일에 확인함.
- 《전국 공공체육 시설 현황 (2017년말 기준)》. 대한민국 문화체육관광부. 2019.